# باشگاه فوتبال نوروز
باشگاه فوتبال نوروز (کردی سورانی: یانه‌ی وه‌رزشی نه‌ورۆز) باشگاه فوتبال واقع در سلیمانیه عراق است که در لیگ برتر فوتبال عراق بازی می‌کند.
این باشگاه در سال ۲۰۲۱ با نائب قهرمانی در لیگ دسته اول فوتبال عراق برای اولین بار به لیگ برتر صعود کرد.